# 圣马丹德邦福塞
圣马丹德邦福塞（法語：Saint-Martin-de-Bonfossé，法語發音：[sɛ̃ maʁtɛ̃ də bɔ̃fose]）是法国芒什省的一个市镇，属于圣洛区。

## 地名
法语人名在日常人名译名以及《世界人名翻譯大辭典》、《法语姓名译名手册》等主流人名译名类书籍资料中多译作“马丁”，不过在《世界地名翻译大辞典》、《世界地名译名词典》和《法国地图册》等主流地名译名类书籍资料中多译作“马丹”。

## 地理
圣马丹德邦福塞（49°3'12"N, 1°10'11"W）面积12.68 平方千米，位于法国诺曼底大区芒什省，该省份为法国西北部沿海省份，西、北、东北三面环大西洋，东起顺时针与卡爾瓦多斯省、奧恩省、马耶讷省和伊勒-维莱讷省接壤。
与圣马丹德邦福塞接壤的市镇（或旧市镇、城区）包括：卡尼西、当日、基布、布尔瓦莱、穆瓦永维拉日。
圣马丹德邦福塞的时区为UTC+01:00、UTC+02:00（夏令时）。

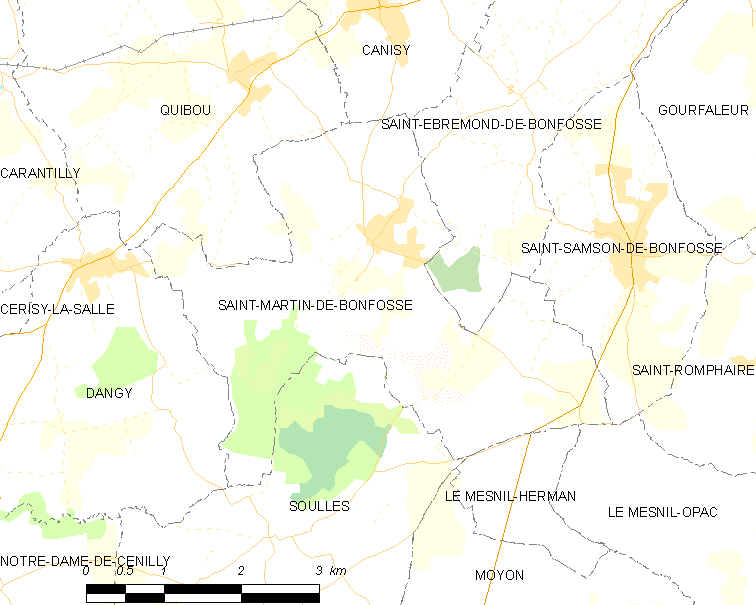
圣马丹德邦福塞的OSM定位图

## 行政
圣马丹德邦福塞的邮政编码为50750，INSEE市镇编码为50512。

## 政治
圣马丹德邦福塞所属的省级选区为圣洛第二县。

## 人口

1962-2008年间圣马丹德邦福塞人口变化图示

圣马丹德邦福塞于2022年1月1日时的人口数量为536人。